# Lélia Coelho Frota
Lélia Coelho Frota (Rio de Janeiro, 11 de julho de 1938 — Rio de Janeiro, 27 de maio de 2010) foi uma museóloga, crítica de arte, curadora de arte, poetisa, tradutora e antropóloga brasileira. É mãe do autor de telenovelas João Emanuel Carneiro.

## Realizações
É autora de inúmeros livros sobre arte e cultura brasileiras.
Seu foco de estudo é a arte brasileira, pesquisando principalmente as manifestações da arte popular. Foi diretora do Instituto Nacional do Folclore da Funarte, atual Centro Nacional de Folclore e Cultura Popular (CNFCP) do Iphan, presidente do Instituto do Patrimônio Histórico e Artístico Nacional e  diretora do Arquivo Geral da Cidade do Rio de Janeiro.
Em sua gestão à frente do INF, atual CNFCP, de 1982 a 1984, foi criado o programa Sala do Artista Popular.
Foi responsável pelas representações brasileiras nas Bienais de Veneza de 1978 e 1988 e curadora da exposição Brésil, Art Populaire Contemporain, no Grand Palais (Paris, 1987).

## Prêmiações
Foi agraciada com o Prêmio Jabuti (Câmara Brasileira do Livro) em 1979, na categoria poesia e o prêmio Olavo Bilac  pelo livro Menino Deitado em Alfa (Editora Quíron, 1978).

## Livros Publicados
- Quinze poemas (1955);
- Alados Idílios (1958);
- Romance de Dom Beltrão (1960);
- Caprichoso desacerto (1965);
- Poesia lembrada (1971);
- Mitopoética de 9 Artistas Brasileiros (Rio de Janeiro, Funarte, 1978);
- Ataíde (São Paulo, Editora Nova Fronteira, 1982);
- Mestre Vitalino (Editora Massangana, 1986);
- Burle Marx: Paisagismo no Brasil (Câmara Brasileira do Livro/Brasiliana de Frankfurt, 1994) [5];
- Pequeno Dicionário da Arte do Povo Brasileiro (Editora Aeroplano, 2005).
- Poesia reunida 1956-2006 (Editora Bem-Te-Vi, 2012)